# Krishnapur
Krishnapur (nep. कृष्णपुर) – gaun wikas samiti w zachodniej części Nepalu w strefie Mahakali w dystrykcie Kanchanpur. Według nepalskiego spisu powszechnego z 2001 roku liczył on 4056 gospodarstw domowych i 25 442 mieszkańców (12 604 kobiet i 12 838 mężczyzn).